# Kazimierz Lipień
Kazimierz Lipień (* 6. Februar 1949 in Jaczków, Woiwodschaft Niederschlesien; † 12. November 2005 in New York City, New York, Vereinigte Staaten) war ein polnischer Ringer.
Lipień begann mit etwa 16 Jahren mit dem Ringen. 1971, im Alter von 22 Jahren startete er bei den Weltmeisterschaften in Sofia und wurde Zweiter hinter Georgi Markow aus Bulgarien. 1976 wurde er bei den Olympischen Spielen in Montreal im Federgewicht Olympiasieger. Seine internationale Karriere beendete er 1980 in Moskau, als er bei den Olympischen Spielen Sechster wurde.
Der Ringer Józef Lipień ist der Zwillingsbruder von Kazimierz.

## Erfolge
(OS=Olympische Sommerspiele, WM=Weltmeisterschaften, EM=Europameisterschaften / GR=griechisch-römischer Stil / Fg=Federgewicht)
- 1971, 2. Platz, WM in Sofia, GR, Fg, hinter Georgi Markow, Bulgarien und vor Hideo Fujimoto, Japan und László Réczi, Ungarn
- 1972, 3. Platz, EM in Kattowitz, GR, Fg, hinter Georgi Markow und Martti Laakso, Finnland
- 1972, Bronze, OS in München, GR, Fg, hinter Georgi Markow und Heinz-Helmut Wehling, DDR
- 1973, 2. Platz, EM in Helsinki, GR, Fg, hinter Nelson Dawidjan, UdSSR und vor Harald Hervig, Norwegen
- 1973, 1. Platz, WM in Teheran, GR, Fg, vor Anatoli Kawkajew, UdSSR und László Réczi
- 1974, 6. Platz, EM in Madrid, GR, Fg, hinter Anatoli Kawkajew, Georgi Markow, Ion Păun, Rumänien, László Réczi und Roland Werner, DDR
- 1974, 1. Platz, WM in Kattowitz, GR, Fg, vor Anatoli Kawkajew und László Réczi
- 1975, 1. Platz, EM in Ludwigshafen am Rhein, GR, Fg, vor Anatoli Kawkajew und Stoyan Lazarow, Bulgarien
- 1975, 2. Platz, WM in Minsk, GR, Fg, hinter Nelson Dawidjan und vor László Réczi
- 1976, 1. Platz, EM in Leningrad, GR, Fg, vor Ion Păun und Suren Nalbandjan, UdSSR
- 1976, Gold, OS in Montreal, GR, Fg, vor Nelson Dawidjan und László Réczi
- 1977, 2. Platz, WM in Göteborg, GR, Fg, hinter László Réczi und vor Ion Păun und Nelson Dawidjan
- 1978, 1. Platz, EM in Sofia, GR, Fg, vor Ion Păun und Tomas Tóth, Ungarn
- 1978, 2. Platz, WM in Mexiko-Stadt, GR, Fg, hinter Boris Kramarenko, UdSSR und vor Lars Malmkvist, Schweden und Iwan Saikow, Bulgarien
- 1979, 3. Platz, EM in Bukarest, GR, Fg, hinter Stylianos Migiakis, Griechenland und Tomas Tóth
- 1980, 6. Platz, OS in Moskau, GR, Fg, hinter Stylianos Migiakis, István Tóth, Ungarn, Boris Kramarenko, Ivan Frgić, Jugoslawien und Panajot Kirow, Bulgarien